# Urbanodendron verrucosum
Urbanodendron verrucosum är en lagerväxtart som först beskrevs av Christian Gottfried Daniel Nees von Esenbeck, och fick sitt nu gällande namn av Carl Christian Mez. Urbanodendron verrucosum ingår i släktet Urbanodendron och familjen lagerväxter. Inga underarter finns listade i Catalogue of Life.